# 康沃尔之子—为了康沃尔党
康瓦爾之子－为了康沃尔党（Mebyon Kernow – The Party for Cornwall）是英国康瓦爾郡的一个地方政黨。

## 简介
該黨成立於1951年，但一直到1970年代才開始有系統地參與康瓦爾郡地方選舉、歐洲議會選舉和英国议会选举。
该党的主要訴求為成立康瓦爾議會、社會民主主義和環境保護。成立康瓦爾議會的訴求是將康瓦爾郡提升至和蘇格蘭、威爾斯和北愛爾蘭的地位，使大不列顛和北愛爾蘭聯合王國由目前的四個地區（英格蘭、蘇格蘭、威爾斯、北愛爾蘭）組成變為五個地區(英格蘭、蘇格蘭、威爾斯、北愛爾蘭、康瓦爾)。

## 選舉結果

### 英國下議院選舉
| 年份   | 票數  | 得票比例 | 候選人數 | 當選席次 |
| ------ | ----- | -------- | -------- | -------- |
| 1983年 | 1,151 | 1.2%     | 2        | 0        |
| 1997年 | 1,906 | 0.8%     | 4        | 0        |
| 2001年 | 3,199 | 1.3%     | 3        | 0        |
| 2005年 | 3,552 | 1.7%     | 4        | 0        |
| 2010年 | 5,379 | 1.9%     | 6        | 0        |